# Ludwig Börne
Karl Ludwig Börne (Fráncfort del Meno, 6 de mayo de 1786 - París, 12 de febrero de 1837) fue un escritor alemán.

## Biografía
Börne nació en Fráncfort, en donde su padre, Jakob Baruch, trabajaba como banquero. Inicialmente estudió en Gießen pero, como los judíos no podían ser elegidos para puestos públicos en Fráncfort, fue enviado a estudiar medicina a Berlín, bajo la tutela de Markus Herz. Cansado de la medicina, Börne viajó a Halle, en donde estudió derecho constitucional y político en la Universidad de Heidelberg y la Universidad de Giessen. En 1811, recibió un doctorado de la Universidad de Giessen. Luego de regresar a Fráncfort, la cual había sido organizada como un gran ducado bajo la soberanía de Karl Theodor Anton Maria von Dalberg, Börne fue nombrado policía actuario.
Sin embargo, las antiguas prohibiciones fueron restablecidas en 1814, por lo tuvo que renunciar a su puesto. Börne empezó a trabajar como periodista, convirtiéndose en el editor de los periódicos Staatsristretto y Die Zeitschwingen.
En 1818, se convirtió al luteranismo y cambió su nombre de Loeb Baruch a Ludwig Börne. Entre 1818 y 1821, editó el periódico Die Wage. Sin embargo, el periódico fue censurado por las autoridades, por lo que Börne abandonó el periodismo.
Luego de la Revolución de 1830, Börne se mudó a París. Sin embargo, la situación política que encontró no era muy diferente de la de Alemania. Esto lo llevó a escribir varias cartas (Briefe aus Paris, publicadas en París en 1834). Estas cartas fueron publicadas en la revista La Balance, la versión francesa de Die Waage.
Ludwing Börne tuvo una gran influencia en Sigmund Freud. Las obras completas de Börne llegaron a manos de Freud en 1870, cuando este contaba con catorce años. Según relata Ernest Jones, será una de las lecturas favoritas de Freud en su adolescencia. No pocos han visto, incluido el propio Jones, un antecedente del método de la asociación libre en el brillante ensayo de Börne “el arte de convertirse en un escritor original”, escrito en 1823, que Freud citaba de memoria: “Aquí va la receta práctica prometida. Tome unas hojas de papel y durante tres días sucesivos anote, sin falsificación ni hipocresía, cualquier cosa que le pase por la cabeza. Escriba lo que piensa de usted mismo, de sus mujeres, de la guerra de Turquía, de Goethe… o del juicio final, de quienes tienen autoridad sobre usted, y al cabo de esos tres días se asombrará de los pensamientos novedosos y sorprendentes de los que ha sido capaz”.
La publicación más importante de Börne fue Briefe aus Paris, la cual es considerada una de las obras más importantes del periodismo alemán. Börne murió en París en 1837. Fue enterrado en el Cementerio del Père-Lachaise.